# 正形式
複素幾何学では、正形式(positive form)とは、ホッジタイプ (p, p) の実形式である。

## (1,1)-形式
複素多様体 M 上の実 (p,p)-形式は、タイプ (p,p) の実形式、つまり、交叉
{\displaystyle \Lambda ^{p,p}(M)\cap \Lambda ^{2p}(M,{\mathbb {R}})}
を持つ形式である。実 (1,1)-形式 {\displaystyle \omega }  は正ということと、次の同値な条件が満たされることとは同値である。
1. {\displaystyle {\sqrt {-1}}\omega } は正（必ずしも正定値である必要はない）の虚部を持つエルミート形式である。
2. (1,0)-形式の空間 {\displaystyle \Lambda ^{1,0}M} のある基底 {\displaystyle dz_{1},...dz_{n}} に対し、{\displaystyle {\sqrt {-1}}\omega } は対角行列の形、非負な {\displaystyle \alpha _{i}} をもつ実形式 {\displaystyle {\sqrt {-1}}\omega =\sum _{i}\alpha _{i}dz_{i}\wedge d{\bar {z}}_{i}} と書くことができる。
3. 任意の (1,0) 接ベクトル {\displaystyle v\in T^{1,0}M} に対し、{\displaystyle -{\sqrt {-1}}\omega (v,{\bar {v}})\geq 0}
4. {\displaystyle I:\;TM\mapsto TM} を複素構造を決める作用素とすると、任意の実接ベクトル {\displaystyle v\in TM} に対し、{\displaystyle \omega (v,I(v))\geq 0} である。

## 正のラインバンドル
代数幾何学では、正の (1,1)-形式は、豊富なラインバンドルの曲率形式として現れる（また、正のラインバンドルとして知られている）。L を複素多様体上の正則なエルミートラインバンドルとすると、
{\displaystyle {\bar {\partial }}:\;L\mapsto L\otimes \Lambda ^{0,1}(M)}
は、複素多様体自身の複素構造を決める作用素である。従って、L は、エルミート構造を保存し、同時に、
{\displaystyle \nabla ^{0,1}={\bar {\partial }}}
を満たす一意な接続を持つ。
この接続をチャーン接続という。
チャーン接続の曲率 {\displaystyle \Theta } は、常に、純虚数 (1,1)-形式である。ラインバンドル L は、
{\displaystyle {\sqrt {-1}}\Theta }
が、正定値 (1,1)-形式であるとき、正であると呼ぶ。小平埋め込み定理は正のラインバンドルは豊富であり、逆に、任意の豊富なラインバンドルは {\displaystyle {\sqrt {-1}}\Theta } が正定値なエルミート計量を持つことを言っている。

## (p, p)-形式の正値性
M 上の純 (1,1)-形式は、凸錐(convex cone)を形成する。M が次元 {\displaystyle dim_{\mathbb {C}}M=2} のコンパクトな複素曲面でれば、ポアンカレ双対
{\displaystyle \eta ,\zeta \mapsto \int _{M}\eta \wedge \zeta }
を考えると自己双対である凸錐(self-dual)を持っている。
{\displaystyle 2\leq p\leq dim_{\mathbb {C}}M-2} のとき (p, p)-形式に対し、正値性に関して 2つの異なった考え方がある。正の実係数を持つ正形式の積の線型結合であるときは、強い正値性を持つといわれる。n-次元複素多様体 M 上の実 (p, p)-形式 {\displaystyle \eta } は、コンパクトな台を持ち、強い正値性を持つすべての (n-p,n-p)-形式 ζ に対し、
{\displaystyle \int _{M}\eta \wedge \zeta \geq 0}
であるときに、弱い正値性を持つといわれる。
弱い正値性と強い正値性は、凸錐を作る。コンパクトな多様体上では、これらの錐はポアンカレのペアについて自己双対(dual)である。